# Granierstahl

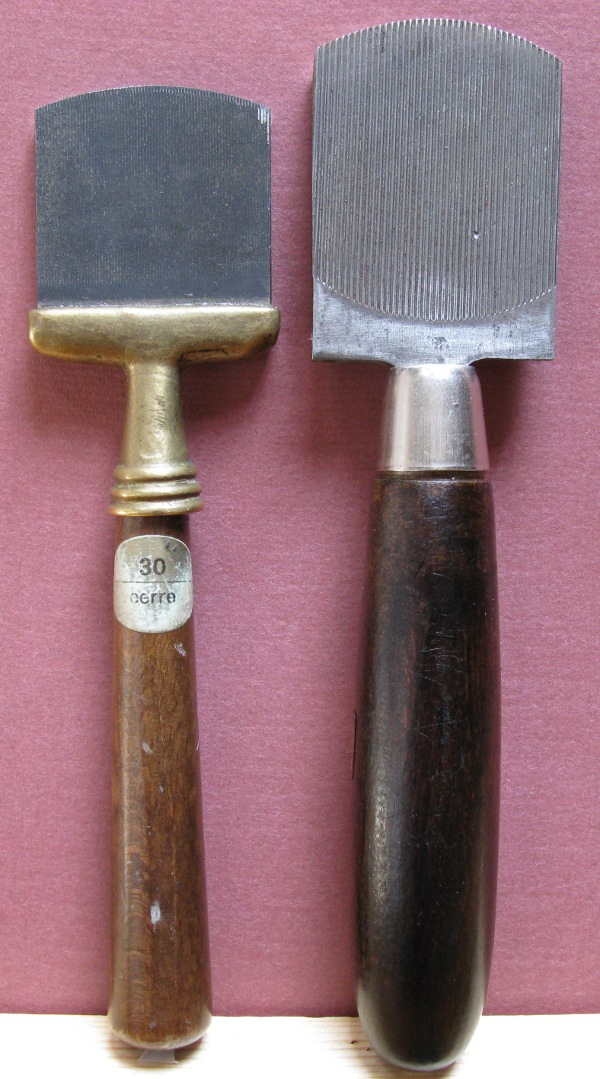
Mezzotinto-Messer / Wiegeeisen

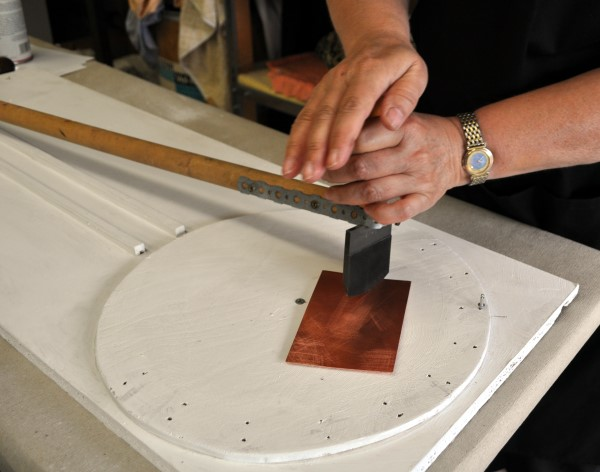
Mezzotintoführung

Granierstahl, Mezzotinto-Messer, auch Wiegeeisen ist ein halbmondförmiges gezähntes Stahlwerkzeug, das dem Aufrauen der für Tiefdrucke in der Schabkunsttechnik (= Mezzotinto) genutzten Platten dient.
Der 3–5 cm breite Granierstahl wird kreuzweise über der Druckplatte hin und her bewegt, bis diese gleichmäßig und flächendeckend aufgeraut ist. Dadurch erscheint im Druck eine homogene schwarze Fläche. Die Zeichnung wird danach aus dieser Schwarzplatte als Weißhöhung herauspoliert.